# Igreja de São Jerônimo dos Croatas
San Girolamo dei Croati ou Igreja de São Jerônimo dos Croatas é a igreja nacional em Roma, Itália, dos croatas, localizada na Via Tomacelli, no rione Campo di Marzio. É atualmente uma capela da Pontifícia Universidade Croata de São Jerônimo e aberta à visitação somente por agendamento.
É conhecida também como "São Jerônimo dos Ilírios" e era conhecida antigamente como "San Girolamo degli Schiavoni" ("São Jerônimo dos Eslavos"): o nome foi alterado depois que a Croácia se separou da Iugoslávia.
O atual cardeal-presbítero do título de São Jerônimo dos Croatas é Josip Bozanić, arcebispo de Zagreb.

## História
A igreja atual foi construída entre 1585 e 1587 para receber refugiados das áreas conquistadas pelo Império Otomano e foi dedicada a São Jerônimo, nativo da Dalmácia (a antiga província romana de Ilírico). A posse do local passou aos croatas em 1453 por ordem do papa Nicolau V para que fosse ali construído um hospício.